# Kevin Cosgrove
Kevin Michael Cosgrove (New York, 6 januari 1955 - aldaar, 11 september 2001) was een Amerikaans zakenman. Hij was een van de slachtoffers bij de aanslagen op 11 september 2001 op het World Trade Center. 

## 9/11
Cosgrove was vice-president voor Aon Corporation in het World Trade Center. Hij is dusdanig postuum bekend geworden door een ultiem en tragisch telefoongesprek met een vrouwelijke operator van 911 vlak voor de instorting van de South Tower om 9:59 uur. Cosgrove bevond zich samen met twee collega's, John Ostaru en Doug Cherry, in het westen van de 105e verdieping van de South Tower. Het laatste gesprek van Cosgrove met de operator, dat vijf minuten duurde, werd na de tragedie gebruikt als bewijs in de rechtszaak tegen de Fransman Zacarias Moussaoui, de enige rechtszaak die werd gehouden omtrent de aanslagen.
Cosgrove, die gedurende het gesprek duidelijk aan zuurstofgebrek leed, telefoneerde omstreeks 9:54 uur naar 9-1-1 vanuit het kantoor van John Ostaru. Hij noemt Ostaru niet bij naam als zijnde iemand met wie hij daar is, maar zegt wel dat hij met twee anderen waaronder Cherry vastzit in Ostaru's kantoor – dus allicht ook met Ostaru zelf. In een gecombineerde vlaag van wanhoop, frustratie, paniek en adrenaline zegt hij meermaals dat het niet aanvoelt alsof hulp onderweg is. Zo kreeg hij een brandweerman van de FDNY aan de lijn, die hem vertelde dat ze naar hem onderweg waren ("We're getting there, we're getting there"). 
Cosgrove reageerde geïrriteerd omdat hij zijn naam moest spellen vanwege de slechte verbinding. "C-O-S-G-R-O-V-E!", klonk het op een woedende toon. Hij moest later ook de namen van zijn collega's spellen. Hij had ook een erg cynische opmerking in huis over de voorspoedigere situatie van de operator, die hem ondanks alles trachtte te kalmeren. "U hebt makkelijk praten, mevrouw. U zit in een gebouw met airconditioning. Kom op, mevrouw. We zijn jonge mannen en we zijn niet klaar om te sterven. Ik zei tegen mijn vrouw dat ik oké was en dat ik weer thuis zou komen en dan BANG!. Ik heb jonge kinderen, mevrouw. Ik ben niet klaar om te sterven. Zeg aan God dat hij de wind uit het westen laat waaien. Laat de brandweer komen van over het hele land. Het kan me niet schelen. New Jersey, Ohio! Dat laatste schreeuwde hij wanhopig en woest uit.
Cosgrove doelde zonder het echt te weten op de inslag van United Airlines-vlucht 175 in de South Tower (veel mensen in de torens wisten niks af van een vliegtuig en meenden dat het om een explosie ging door hun positie in de torens, onder wie Cosgrove; "Wat is er gebeurd?"). Voorts bedoelde hij dat hij voordien van plan was het gebouw te verlaten, maar dat men de werknemers in de South Tower na de aanslag op de North Tower had verzekerd dat ze veilig konden terugkeren naar hun kantoor (wat hij dus deed). De evacuatie van de South Tower werd pas later in gang gezet waardoor velen alsnog in een precaire situatie terechtkwamen. 
In zijn laatste minuten omschreef Cosgrove gedetailleerd de surreële omstandigheden waarmee hij en zijn collega's moesten omgaan. Zo was de gitzwarte rook(ontwikkeling) volgens Cosgrove niet meer te harden en ademen lukte haast niet meer. "Het is hier zwart, dor en ik kan niks zien." Dat hij en zijn twee collega's zich in het westen van het gebouw ophielden en er de hulp van brandweerlieden van de FDNY afwachtten is af te leiden uit het feit dat hij zegt dat ze vanuit het kantoor zicht hadden op het World Financial Center, ten westen van het WTC. "We're looking in... We're overlooking the Financial Center". Zijn laatste woorden om 9:59 uur, zo bleek, waren; "We kijken uit over het Financial Center. We zijn met z'n drieën. Twee gebroken ramen." Men hoort vervolgens ruis en gerommel op de achtergrond omdat de South Tower begint in te storten. Cosgrove schreeuwt nog "Mijn lieve God! OH!", waarop de lijn wordt onderbroken en het gesprek onmiddellijk wordt beëindigd. Cosgrove overleed op 46-jarige leeftijd door de verwoesting van de South Tower.

## Persoonlijk leven en nasleep

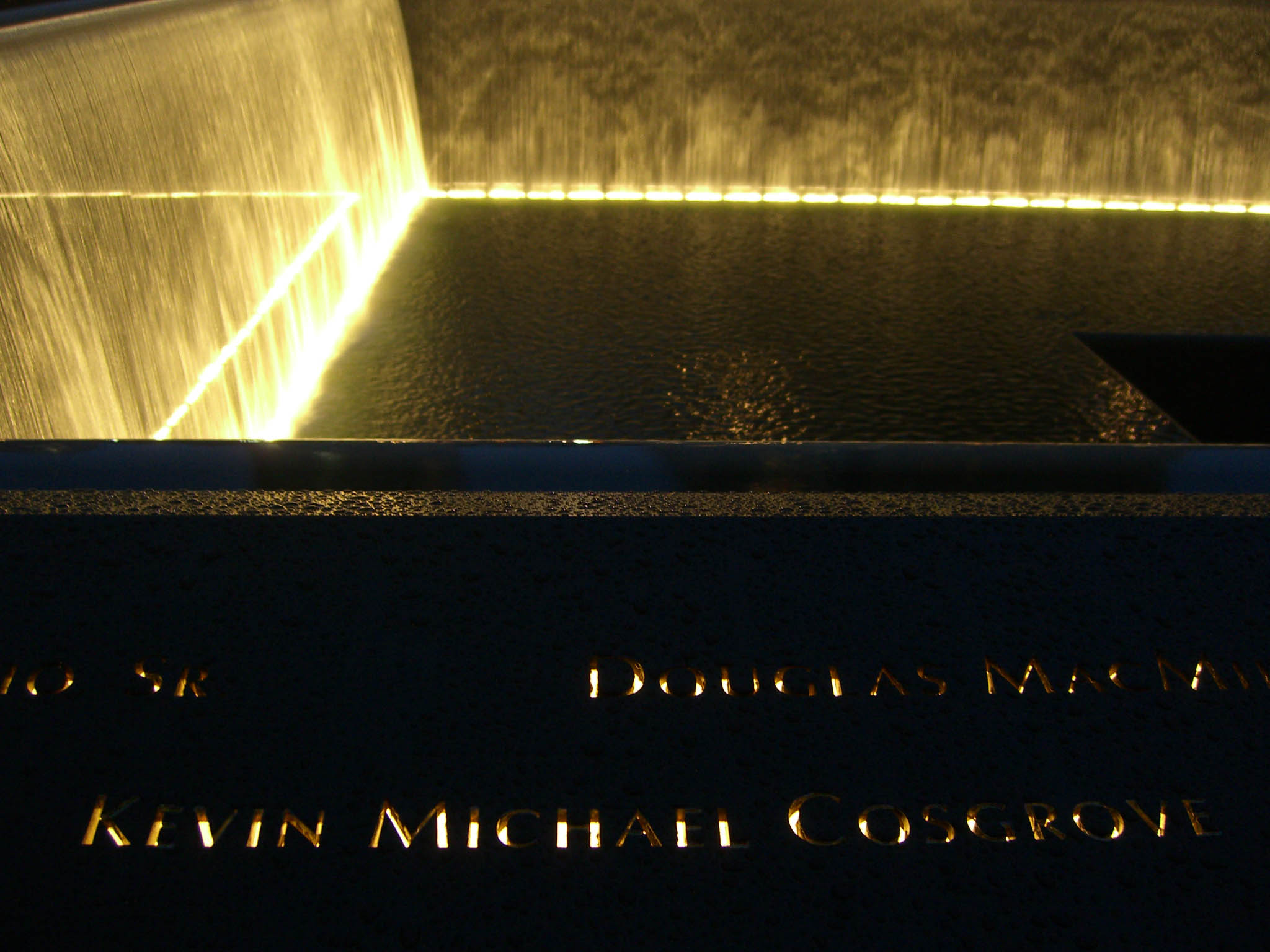
Inscriptie van de naam van Kevin Cosgrove bij het bassin in het National September 11 Memorial

Cosgrove was getrouwd met Wendy Cosgrove en liet drie kinderen na. Hij woonde met zijn gezin in West Islip, New York.
Zijn gezin had ernstig te leiden van het verlies van hun vader en echtgenoot.
Cosgrove wordt geëerd aan de South Pool van het National September 11 Memorial & Museum en zijn naam staat op Panel S-60.
Cosgrove ligt begraven op St. Patrick Cemetary in Huntington (New York).